# T'as le look, coco
Singles de Laroche Valmont
L'amur... Tujurs l'amur !
(1983) Tonsign atoi sekoi
(1985)
T'as le look, coco est une chanson écrite et interprétée par le chanteur français Laroche Valmont, sur une musique de Richard Sanderson et Marco Attali. Elle est sortie en juillet 1984 en 45 tours sur le label Carrère.
C'est le plus grand succès de la carrière du chanteur et l'un des titres phares des années 1980 en France.

## Contexte
En 1983, Laroche Valmont sort son premier 45 tours, L'Amur... Tujurs l'amur !, sans rencontrer le succès escompté. Il contacte par la suite les Gibson Brothers afin qu'ils travaillent sur sa nouvelle chanson T'as le look, coco, dont la musique est coécrite par Marco Attali et Richard Sanderson, l'interprète de Reality de la bande-originale de La Boum,.
Durant cinq mois, Laroche Valmont démarche sans succès les maisons de disque afin de pouvoir sortir T'as le look, coco. Finalement, un producteur décide de presser des 45 tours et maxi 45 tours à la pochette noire et promet de réaliser une pochette en couleurs et plus attrayante si 100 000 exemplaires du titre s'écoulent. Les disques sont envoyés aux discothèques, qui adoptent la chanson, et sont suivies par les radios libres,.

## Réception
Le 4 novembre 1984, lors du premier Top 50, T'as le look, coco est à la 7e place, où la chanson se maintient deux semaines, avant de quitter le classement après treize semaines de présence. Le titre est dans le Top 50 en même temps que la chanson Femme libérée du groupe Cookie Dingler (classée no 2 lors de son entrée), dont le chanteur Christian Dingler était dans le même lycée que lui en 1965-66,. À partir du mois de juin 1984, les ventes atteignent les 100 000 exemplaires et le producteur honore sa promesse en sortant une pochette en couleurs. Le 45 tours s'est finalement écoulé à plus de 400 000 ou 500 000 exemplaires,.

## Dans la culture populaire
En 1985, T'as le look coco sert de musique à un spot publicitaire pour des scooters de la marque Peugeot, baptisé « T'as le look Peugeot » avec Vincent Ferniot,,,.
Une publicité pour les désodorisants pour réfrigérateur Coco Frigo de la marque IBA utilise T’as le look coco en bande son et a été diffusée pendant les étés 2006 et 2007,,.
En 2013, la chanson est utilisée dans une campagne pour la marque de pâtes alimentaires Panzani sur le thème « le tube de l'année » en détournant les paroles de T'as le look coco en « T'as le tube coco »,.

## Liste des titres
| A. | T'as le look, coco | Laroche Valmont             | Marco Attali, Richard Sanderson | 3:35 |
| B. | En un éclair       | Laroche Valmont, Paul Putti | ACP Gibson                      | 4:02 |

| A1. | T'as le look, coco                         | 5:15 |
| A2. | T'as le look, coco (version instrumentale) | 2:22 |
| B.  | En un éclair                               | 5:28 |

## Crédits
- Laroche Valmont – chant, paroles
- Richard Sanderson – musique
- Marco Attali – musique
- Gibson Brothers – arrangements
- Gérard Bangalter – réalisation

## Classements
| Classement (1984–85)       | Meilleure position |
| -------------------------- | ------------------ |
| Europe (Eurochart Hot 100) | 51                 |
| France (SNEP)              | 7                  |

| Classement (1984) | Position |
| ----------------- | -------- |
| France (SNEP)     | 38       |

## Reprises et adaptations
Depuis 1986, plus de 300 versions de la chanson en vietnamien de T'as le look coco ont été enregistrées sous le titre Xuân Yêu Thuöng (« Printemps d'amour »),, et elle est devenue une chanson traditionnelle de fin d'année au Viêt Nam,. La chanteuse vietnamienne Lynda Trang Đài (en) enregistre par la suite une version anglaise sous le titre T'as le look coco sur l'album Cha Cha International qui sort en 1992.
En 2004, Milou Largo rencontre Marco Attali et enregistre T'as le look coco remixé par Djamin. Le titre passe en clubs, ce qui lui permet de faire une apparition remarquée au Energy 06′ de Zurich, un festival international de dance et house music[réf. nécessaire]. La même année, Philippe Dhondt (alias Boris) sort une parodie dance de la chanson intitulée T'as le look crado, sur son album Le carnaval des fracassés.